# Jikkyou Powerful Pro Yakyuu Portable
Jikkyō Powerful Pro Yakyū Portable (実況パワフルプロ野球ポータブル?) es un videojuego de béisbol para PlayStation Portable, fue desarrollado y publicado por Konami Digital Entertainment en 1 de abril de 2006, exclusivamente en Japón. Es parte de la serie Jikkyō Powerful Pro Yakyū, y fue el primer juego para el Portátil de Sony.
- Datos: Q18644260